# البصريات في عصر الحضارة الإسلامية
كان لإسهامات المسلمين في علم البصريات، الذي كان يعرف عندهم باسم علم المناظر، نسق آخر متطور وفريد وذلك نظرًا لنبوغهم في العديد من العلوم المرتبطة بهذا العلم، ففي أول الأمر كانت علم البصريات عند الإغريقي يحوي رأيين متعارضين: الأول: وهو دخول شيء ما يمثل الجسم إلى العينيين، والثاني: الانبعاث، أي حدوث الرؤية (الإبصار) عندما تنبعث أشعة من العينين وتعترضها الأجسام المرئية. وقد ظلَّت الحضارة الإغريقية تتناول البصريات بأخذٍ وردٍ بين هذين الرأيين، وكان لأرسطو مجهودات في هذا المجال، لكنها تفتقر إلى تفصيل حتمي، وكذلك إقليدس رغم مجهوداته الملموسة، إلا أن نظرياته كانت قاصرة على تقديم شرح كامل للإبصار؛ لكنها أغفلت العناصر الفيزيائية والفسيولوجية والسيكولوجية للظواهر البصرية، إذ ذهب إلى أن العين تُحدِث في الجسم الشفاف المتوسط بينها وبين المبصَرَات شعاعًا ينبعث منها، وأن الأشياء التي يقع عليها هذا الشعاع تُبْصَر، والتي لا يقع عليها لا تُبصَر، وأن الأشياء التي تُبصَر من زاوية كبيرة تُرى كبيرة، والتي تبصر من زاوية صغيرة تُرى صغيرة.
وقد ظلَّت البحوث في علم البصريات تدور في هذا الفلك السابق دون تقدم، وبقيت على ذلك حتى جاءت الحضارة الإسلامية فكان لإسهامات المسلمين في علم البصريات أثر كبير في تطور هذا العلم، أما أشهر علماء البصريات المسلمين فهما: يعقوب بن إسحق الكندي وابن الهيثم.

## يعقوب بن إسحق الكندي

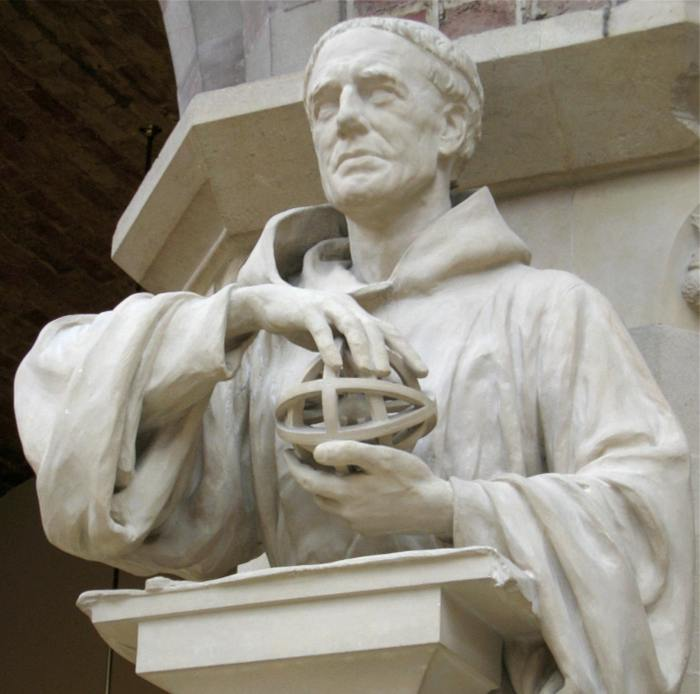
تمثال روجر بيكون في متحف جامعة أكسفورد للتاريخ الطبيعي، الذي استوحى أعمال الكندي في علم البصريات في القرن التاسع الميلادي.

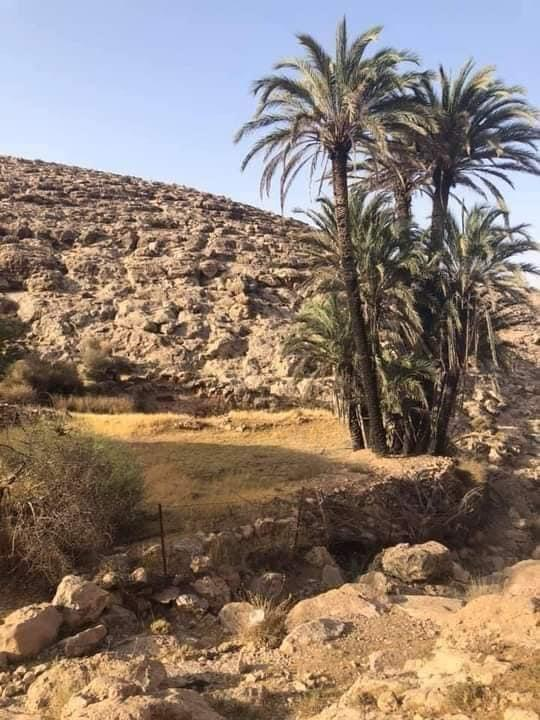
تشريخ للعين أجراه كمال الدين الفارسي في القرن الثالث عشر اعتماداً على أفكار ابن الهيثم. يشير النص في أعلى المخطوط إلى وظيفة الدماغ في تفسير الصورة المنطبعة على شبكية العين.

أول من وضع أسس علم البصريات الحديث هو الكِندي، العالم الموسوعي الذي شكّ في نظريات الرؤية لدى الإغريق، فقال: إن مخروط الرؤية لا يتعلق بأشعة غير مرئية كما قال إقليدس (Euclid) بل يبدو ككتلة ذات ثلاثة أبعاد من الشعاعات المستمرة.
وفي القرن السادس عشر قال عالم الفيزياء والرياضيات الإيطالي جيرونيمو كاردانو (Geronimo Cardano): إن الكندي يعد واحداً من اثني عشر عقلاً عملاقاً في التاريخ، لأنه بحث كيفية سير أشعة الضوء على خط مستقيم، وتحدث عن الإبصار بمرآة ومن دون مرآة، وعن أثر المسافة والزاوية في الإبصار وفي الخداع البصري.
كتب الكندي مقالتين في علم البصريات الهندسية والفيسيولوجية، اطلع عليهما واستخدمهما فيما بعد العالم الإنجليزي روجر بيكون من القرن الثالث عشر، وكذلك العالم الفيزيائي الألماني وايتلو (Witelo)، وجاء في مقالة العالم الدنماركي سباستيان فوغل (Sebastian Vogl) من القرن العشرين: «إن روجر بيكون لا يَعد الكندي واحداً من سادة الرسم المنظوري فحسب، بل كان هو وأمثاله في المنظور الخاص به، يرجعون إلى الكندي ويأخذون من علمه في البصريات».

## ابن الهيثم

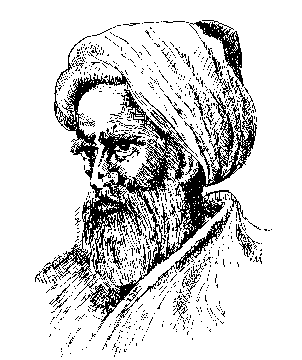
«كان ابن الهيثم أعظم فيزيائي مسلم وأعظم دارس لعلم البصريات في زمنه. وسواء كان الفيزيائيون يعملون في إنجلترا أو بعيداً في بلاد فارس، فإنهم جميعاً قد شربوا من النبع نفسه. لقد أحدث ابن الهيثم تأثيراً عظيماً في الفكر الأوروبي من بيكون إلى كيبلر.»
- جورج سارتون في كتابه «تاريخ العلوم».

انطلق الحسن بن الهيثم في القرن العاشر من التساؤلات التي طرحها الكندي الذي قال إن الرؤية تحصل بسبب انكسار أشعة الضوء. قال جورج سارتون مؤرخ العلوم البارز في القرن العشرين، إن القفزة التي حصلت في علم البصريات تعزى إلى عمل هذا الرجل الذي قدم التفسير العلمي لكثير مما نعرفه اليوم عن علم البصريات.
والواقع أن ابن سهل البغدادي، العالم الفيزيائي من القرن العاشر، هو الذي اشتغل في حقل انكسار الضوء باستعمال العدسات قبل ابن الهيثم، ولا ندري إن كان ابن الهيثم يعرف ما قام به ابن سهل. إن ابن الهيثم المعروف عند الغربيين باسم (Alhazen) قد أجرى تجارب دقيقة جداً قبل ألف سنة مكّنته من تقديم تفسير علمي، يقول: إن الإبصار يتم بانعكاس الضوء على الأشياء ومن ثم بدخوله إلى العين، وكان أول من رفض نظرية الإغريق في جملتها.
انتقل ابن الهيثم المولود في البصرة بالعراق إلى مصر بدعوة من حاكمها ليساعد في تخفيف أضرار فيضانات نهر النيل، وكان أول من جمع بين طريقة إقليدس وبطليموس الرياضية وبين المبدأ الفيزيائي المفضل عند فلاسفة الطبيعة، وأعلن بهذا الصدد أن دراسة الإبصار (البصريات) تتطلب الجمع بين الفيزياء والرياضيات.
| «كل جسم مضيء بأي ضوء كان فإن الضوء الذي فيه يَصدر منه ضوء إلى كل جهة تقابله، فإذا قابل البصر مبصَراً من المبصَرات وكان المبصَر مضيئاً بأي ضوء كان فإن الضوء الذي في المبصَر يرِد منه ضوء إلى سطح البصر». |
| —من "كتاب المناظر" لابن الهيثم (المقالة الأولى، بداية الفصل السادس، "كيفية الإبصار") |

كان ابن الهيثم عالم رياضيات وفلك وفيزياء وكيمياء، بيد أن كتابه في البصريات «كتاب المناظر» أسس لهذا العلم، واشتهر باسم «الكتاب الكبير» (Magnum Opus). وقد بحث في طبيعة الضوء، وفيسيولوجيا الإبصار وآليته، وبنية العين وتشريحها، وفي الانعكاس والانكسار، وأجرى دراسات انعكاس الضوء. كما درس العدسات بتجريب المرايا المختلفة، المسطحة والدائرية وذات القطع المكافئ والأسطوانية والمقعرة والمحدبة. ورأى العين تعتمد على نظام انكسار ضوئي، فطبق هندسة الانكسار عليها. واكتشف ببراعة ظاهرة الانكسار الجوي، واستخدم الرياضيات بكثافة لدراسة الظواهر الضوئية.
استخدم ابن الهيثم البرهان التجريبي لفحص نظرياته، وهو أمر لم يكن مألوفاً في زمانه، لأن علم الفيزياء قبله كان أشبه بالفلسفة، ولا يعتمد على التجربة، فكان هو أول من أدخل البرهان التجريبي كشرط أساسي لقبول النظرية. وكان كتابه «المناظر» نقداً فعلياً لأعمال بطليموس وغيره من القدماء، وما زال الباحثون يستشهدون بكتابه هذا بعد ألف سنة ليدربوا طلابهم على المنهجية العلمية، واكتساب الحس العملي لئلا ينساقوا خلف الآراء المسبقة والأفكار المتحيزة. يعد ابن الهيثم ومن غير مبالغة أبا العلم التجريبي ويعادل تأثيره في علم البصريات تأثير نيوتن في العلم ذاته للقرون التي تلته. لكن يعتقد بعض مؤرخي العلوم أن قانون سنيل (Snell's Law) في البصريات يعتمد على أعمال ابن سهل.